# 성냥소녀 파업

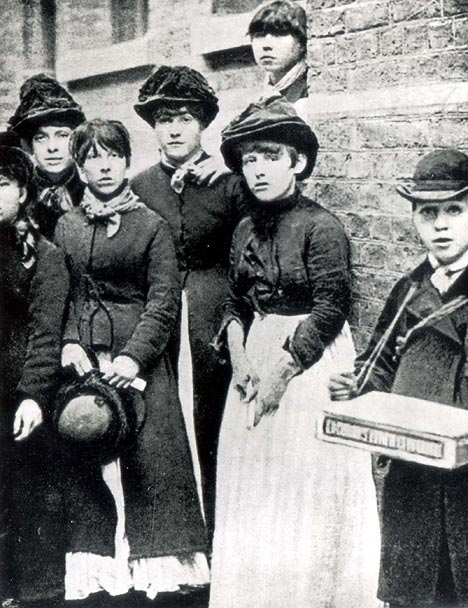
성냥소녀 파업 참가자들로, 몇몇이 인악의 초기 징후를 보이고 있다.

1888년 7월, 영국 런던 보우에 위치한 브라이언트 & 메이 성냥 공장에서 일하던 여성과 10대 소녀들이 파업에 돌입하였다. 처음에 파업 참가자들은 공장의 열악한 근무 환경에 대한 기사를 철회하라는 브라이언트 앤 메이 경영진의 요구를 직원들이 거부한 후 한 노동자가 해고된 것에 항의하였다. 사측이 해고된 노동자를 재고용하겠다고 약속하자 파업 참가자들은 부당한 급여 공제 중단과 기타 근로 조건 개선을 위한 교섭을 위하여 쟁의행위를 지속하였다. 사회 운동가 애니 베전트의 도움으로 파업은 성공하였다.
파업의 성공 이후 1888년 말 여성 성냥 제조인 연합(훗날 성냥 제조인 연합)이 결성되었다. 설립 당시 미국 최대 규모의 여성 및 소녀 노동조합으로, 산업 노동자들 사이에서 집단적 조직화의 물결을 일으켰다.

## 배경

### 성냥 제조

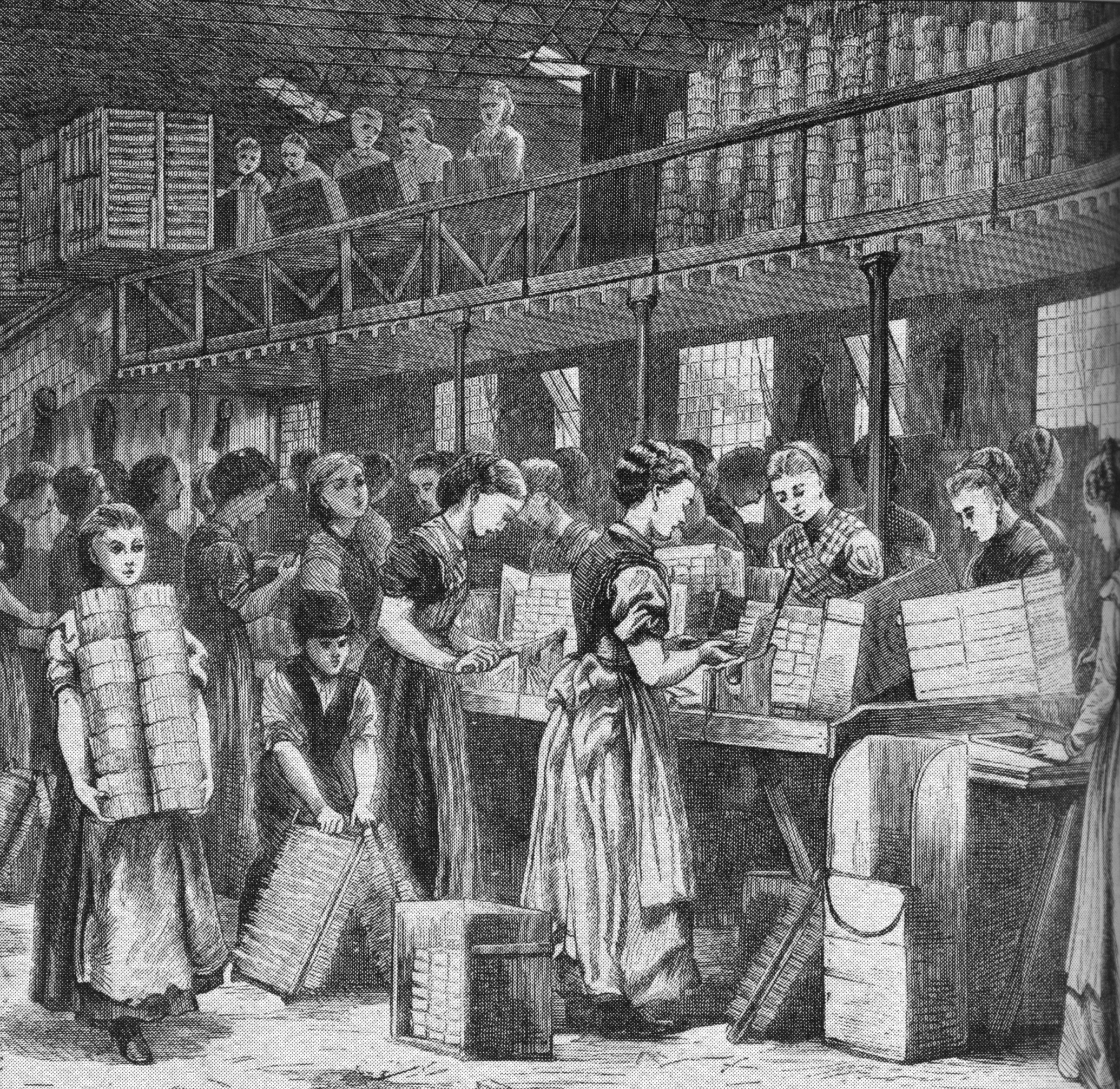
성냥 공장에서 일하는 여성들, 브라이언트 & 메이 공장으로 추정된다.

19세기 후반에는 완제품 길이의 두 배에 달하는 포플러 또는 캐나다산 소나무 막대기를 사용하여 성냥을 만들었다. 이 막대기는 약 4,000개를 담을 수 있는 틀에 고정되었다. 막대의 양쪽 끝을 황에 담근 다음 백린(황린이라고도 함), 염소산 칼륨, 황화안티몬, 유리분말, 색소의 혼합물에 담갔다. 성냥 속 백린의 포함 정도는 다양하였다. 1899년 정부 보고서에 따르면 영국에서는 6~7%, 1902년 왕립경제학회 보고서에는 그 수치가 "보통 약 5% 정도, 때로는 10%까지"라고 나온다. 숙련된 작업자는 열 시간 교대로 1,400개 틀을 완성할 수 있었고, 이를 통해 천만 개의 성냥을 만들 수 있었다. 양면 성냥을 오븐에서 건조시킨 후 기계에 넣어 반으로 잘라 단일 성냥으로 만들었다. 성냥은 100개들이 상자에 포장된 다음 12개 묶음으로 묶였다. 성냥을 담그는 작업은 주로 남성이 담당하였고, 나머지 공정은 대부분 여성 노동자들이 담당하였다.
이들이 생산한 성냥은 처음에는 루시퍼스(소돔과 고모라의 불과 유황의 파괴를 연상시키는 유황 특유의 냄새로 인하여)와 콩그리브스(콩그리브 로켓포 미사일의 이름을 따서)라는 상표를 사용하였다. 시간이 지나면서 이러한 이름은 일반화된 상표가 되었다. 루시퍼 성냥은 타격으로 마찰을 일으킬 수 있는 모든 표면에서 점화될 수 있었다. 1840년대에는 공기에 노출되었을 때 더 안정적인 적린이 발견되었다. 이것은 적린을 함유한 성냥갑의 표면을 타격함으로 어떠한 인 없이도 성냥을 만들 수 있음을 의미하였다.
1897년 영국에는 25개의 성냥 제조 공장에서 4,152명이 일하고 있었는데, 그 중 2,658명이 성인, 1,492명이 14세에서 18세 사이, 2명이 14세 미만이었다. 성냥을 생산하는 공장 중 23곳이 백린을 사용하였다. 이 공장들에 3,134명이 일하였는데, 남성 245명과 여성 1,276명이 인을 포함하는 공정에 종사하였고 나머지는 인을 사용하지 않는 업무에 고용되었다.
백린을 다루는 작업을 하는 사람들에게 영향을 미친 직업병은 인악으로, 적린과는 관련이 없는 질환이다. 인악은 인 증기 흡입, 특히 성분이 가열되었을 때 턱뼈에 골괴사를 유발하는 인 증기를 흡입함으로써 발생한다. 처음에는 치통과 독감과 유사한 증상이 나타나다가 치아 손실, 농양, 잇몸 부종, 누공 형성, 턱뼈 괴사 등의 증상이 나타났다. 사망률은 약 20%의 사례로 보고되었다.

### 브라이언트 & 메이

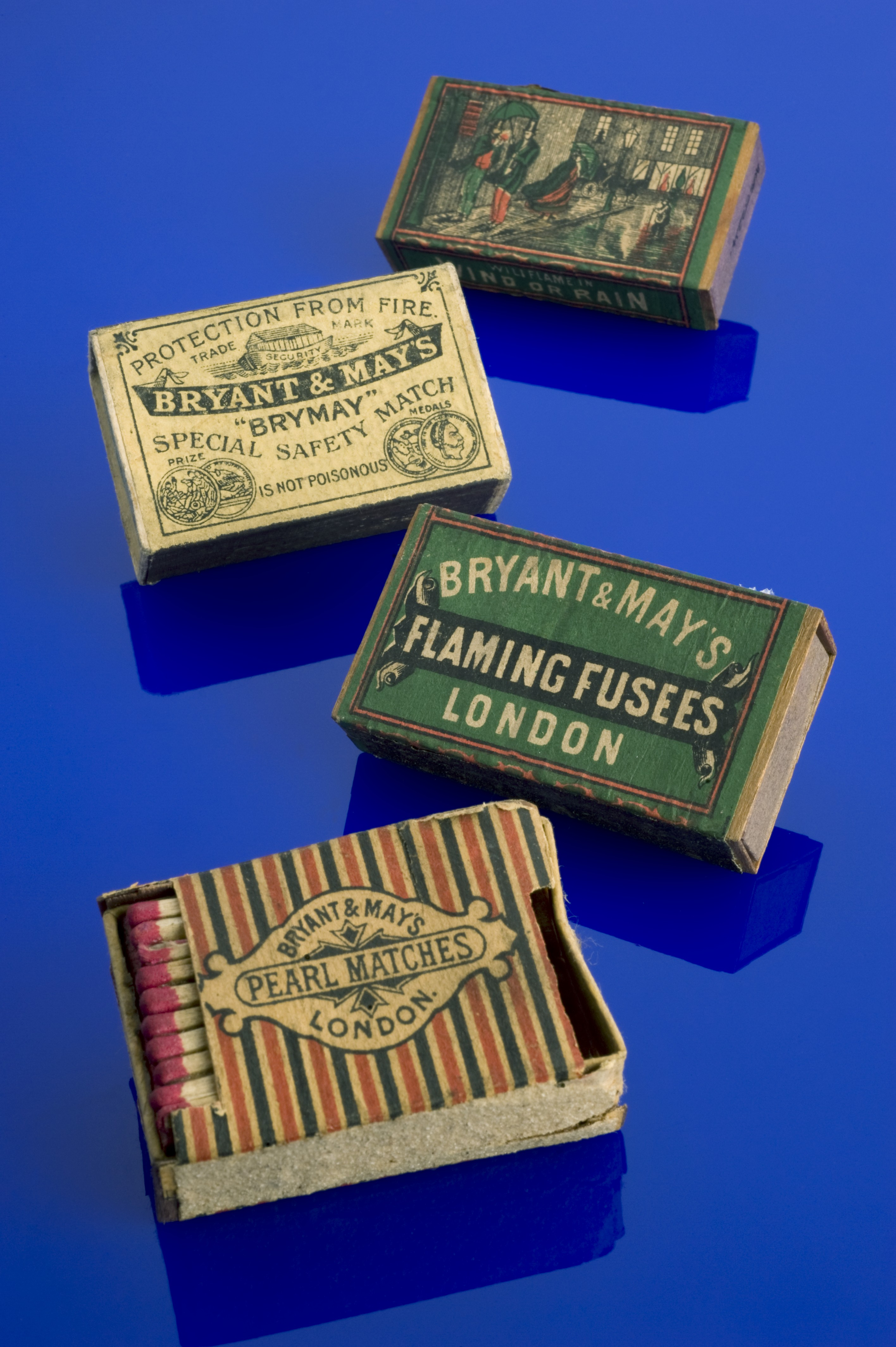
브라이언트 & 메이 '펄' 안전 성냥, 1890년~1891년

성냥 회사인 브라이언트 & 메이는 1843년 두 명의 퀘이커 교도 윌리엄 브라이언트와 프랜시스 메이가 잡화 거래를 위하여 설립하였다. 1850년 회사는 매일 영국에서 2억 5천만 개가 사용되는 성냥 시장의 일부를 확보하기 위하여 스웨덴의 성냥업자 요한 에드바르드 룬스트룀과 관계를 맺었다. 1850년 회사는 231,000 상자의 성냥을 판매하였다. 1855년에는 그 수가 1,080만 상자로 늘어났고, 1860년에는 2,790만 상자로 늘어났다. 1880년에 제품을 수출하기 시작하였고, 1884년에는 상장 회사가 되었다. 1885년에는 22.5%, 1886년과 1887년에는 20%의 배당금이 지급되었다. 1861년 브라이언트는 런던 동부 보우의 페어필드 로드에 있는 3 에이커 규모의 부지로 사업장을 이전하였다.
1880년대에 브라이언트 & 메이는 거의 5,000명의 직원을 고용하였는데, 시장의 계절적 변동에 따라 그 수가 달라지긴 했지만 대부분 여성과 아일랜드인 또는 아일랜드계로 구성되었다.  1895년에는 그 숫자가 2,000명이었고 그 중 1,200~1,500명이 여성과 소녀였다.
성냥갑은 노동착취현장 하에서 외부 가내 작업장을 통해 만들어졌다. 이러한 시스템은 노동자가 공장법의 적용을 받지 않았기 때문에 선호되었다. 노동자는 상자 한 그로스 당 21⁄4에서 21⁄2 페니를 받았다. 접착제와 끈은 노동자가 자비로 조달해야 했다.
노동자들은 하루 열 시간을 일한 대가로 작업의 종류에 따라 다른 임금을 받았다. 틀을 채우는 사람은 완성한 틀 100개 당 1 실링, 절단공은 상자 3 그로스 당 23⁄4 페니를 받았고, 포장공은 포장한 상자 100개 당 1 실링 9 페니를 받았다. 14세 미만 노동자는 주급으로 약 4 실링을 받았다. 감독관이 일련의 벌금을 부과하고 그 돈을 임금에서 직접 공제하였기 때문에 대부분의 노동자가 임금 전액을 집으로 가져갈 수 있는 경우는 운이 좋은 편에 속하였다. 벌금은 발이 더러울 경우 3 페니(신발이 너무 비싸서 맨발로 일하는 노동자가 많았음), 작업대가 어수선하거나 잡담을 하면 3 페니, 지각을 하면 5 페니, 작업대에서 성냥을 태우면 1 실링이 공제되었다. 성냥을 포장하는 일을 맡은 여성과 소녀들은 건조 오븐에서 성냥틀을 가져온 소년들에게 돈을 지불해야 했고, 접착제와 붓도 직접 조달해야 했다. 성냥 쟁반을 떨어뜨린 한 소녀는 6 페니의 벌금을 물었다.
브라이언트 & 메이는 인악에 대해 잘 알고 있었다. 노동자가 치통을 호소하면 즉시 치아를 발치하거나 해고하라는 지시를 받았다.

### 정치적 활동

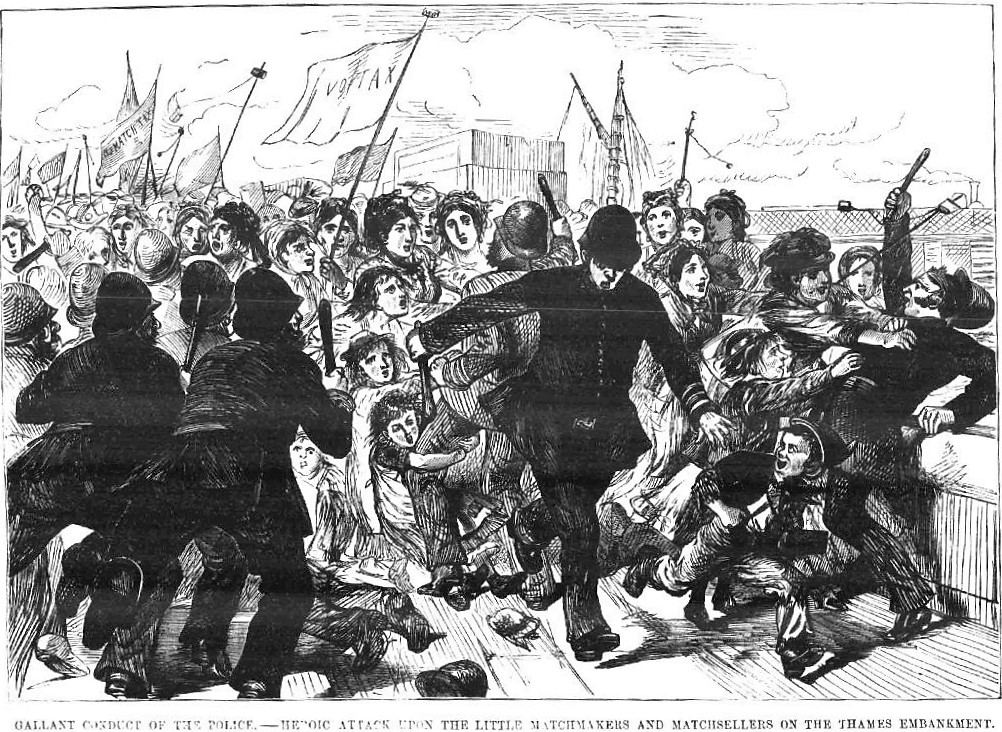
더 데이즈 두잉(The Day's Doings)의 만화, 성냥 제조인의 행진에 경찰이 충돌하는 모습

성냥 제조인들은 1870년대와 1880년대에 조직적인 정치 활동에 참여하였다. 그들은 1871년 4월 성냥에 세금을 부과하려는 시도에 강력히 반대했으며, 전국 언론에서 세금에 대한 비판의 지지를 받았다. 런던 빅토리아 공원에서 대규모 집회를 연 다음 날, 주로 13세에서 20세 사이의 소녀와 여성으로 구성된 1만 명에 달하는 성냥 제조인들이 성냥세 반대 청원서를 제출하기 위하여 국회의사당으로 행진하였다. 이들은 도중에 경찰에게 괴롭힘을 당했고, 경찰은 이들의 통행을 막으려다 실패하였다. 맨체스터 가디언은 "관료주의와 힘에 있어서의 괴롭힘에 강한 경찰들이 잔인함의 직전에 이르렀다"고 묘사하였다. 빅토리아 여왕은 윌리엄 글래드스턴 총리에게 세금 제안에 항의하는 서신을 보냈고, 행진 다음 날 해당 제안은 철회되었다.
성냥 제조인들은 저임금과 징벌적 벌금 구조를 이유로 1881년, 1885년, 1886년에 파업을 벌였다. 파업은 모두 실패로 돌아갔다. 역사학자 로웰 사트레는 성냥 제조인들이 안전보다는 임금과 벌금에 더 관심을 가졌다고 주장하였다.

## 파업

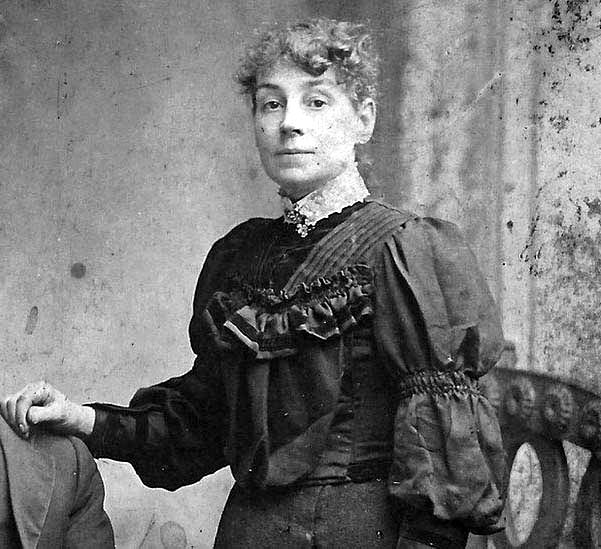
파업을 주도한 사라 채프먼

성냥 공장의 노동 조건은 하루 최대 14시간의 장시간 노동 열악한 임금(1888년에는 흉작으로 인해 근무 시간이 대폭 줄어들어 더욱 악화), 부당한 벌금, 청결한 공간에서의 식사 불가, 백린 동소체를 사용하여 작업할 때 발생하는 만성 인산 괴사증이나 인악과 같은 심각한 건강 상의 합병증 문제 등 큰 불만을 일으켰다.
사회 운동가 애니 베전트와 그의 친구 허버트 버로즈는 이 사태에 개입하여 1888년 6월 23일 그의 페니 반값 주간지 더 링크(The Link)에 기사를 게재하였다. 이 기사는 브라이언트 & 메이 경영진의 분노를 샀고, 경영진은 직원들에게 이에 반대하는 서명을 받으려 했지만 노동자들이 이를 거부하였다. 이로 인해 경영진은 1888년 7월 2일경에 명목상 다른 구실로 한 노동자를 해고하였고, 이것이 파업의 시발점이 되었다.
해고 이후 첫날까지 약 1,400명의 여성과 소녀들이 업무를 거부하였다. 경영진은 신속하게 해고된 직원을 복직시키겠다고 제안했지만 여성들은 특히 임금에서 공제된 부당한 벌금과 관련하여 다른 양보를 요구하였다. 여성 대표단(사라 채프먼, 메리 커밍스, 놀스 부인)이 경영진을 찾아 갔지만 그들의 답변에 만족하지 못하였다. 7월 6일까지 공장 전체가 작업을 중단하였다. 같은 날 100여명의 여성들이 베전트를 찾아가 도움을 요청하였다.(베전트가 파업을 시작하거나 주도하였다는 이야기가 종종 나오지만, 그는 대표단이 만나러 오기 전까지는 파업에 대해 전혀 알지 못하였다) 베전트는 처음에 그들이 취한 성급한 조치와 현재 아무런 지원 수단도 없이 실직한 여성의 수에 대해 걱정하였다.
파업 참가자들이 회의를 열었고 베전트가 일부 회의에서 연설하였다. 7월 11일 국회의원 찰스 브래들로가 의회에서 연설을 했고 여성 대표단이 세 명의 의원을 만나기 위해 그곳으로 갔다. 런던 무역 협의회가 개입하면서 대중에 상당한 홍보가 이루어졌다. 처음에는 경영진의 입장이 확고했지만 공장주인 브라이언트는 선도적인 자유주의자였기 때문에 여론에 신경을 곤두세웠다.
베전트는 경영진과의 회의에서 도움을 주었고 7월 16일 회의에서 벌금, 자재비 공제 및 기타 부당한 공제를 폐지하는 조건이 공식화되었다. 또한 경영진이 이전 불만 사항을 알지 못하도록 방해한 감독관의 개입 없이도 불만 사항을 경영진에 바로 전달할 수 있게 되었다. 중요한 추가 조건은 음식이 인으로 오염되지 않는 별도의 방에서 식사를 해야 한다는 것이었다. 이러한 조건이 받아들여져서 파업은 종료되었다.

## 결과
파업의 성공 이후 1888년 후반 여성 성냥 제조인 연합(이후 성냥 제조인 연합)이 결성되었다. 설립 당시 이 노동조합은 영국 최대 규모의 여성 및 소녀 노동조합이었으며, 산업 노동자들 사이에 집단적 조직화의 물결을 불러일으켰다.
1891년 구세군은 런던 보우 지역에 독성이 덜한 적린을 사용하고 더 나은 임금을 지급하는 자체 성냥 공장을 열었다. 이 성냥 공장을 만든 이유 중 하나는 집에서 백린 성분의 성냥을 담그는 어린이를 포함한 재택 노동자들의 환경을 개선하고자 하는 바람이었다. 몇몇 어린이들은 이 백린 성냥을 먹다가 사망하기도 하였다.
이러한 파업 사건으로 인하여 브라이언트 & 메이 공장은 여론의 뭇매를 맞았고, 1901년 더 이상 백린을 사용하지 않겠다고 발표하였다. 소유주인 프랜시스 메이와 윌리엄 브라이언트는 1850년부터 스웨덴의 요한 에드바르드 룬스트룀으로부터 적린 기반의 안전 성냥을 수입하기 시작하였다. 그러나 1855년까지 브라이언트 & 메이의 안전 성냥 판매량이 열 배나 증가하자 룬스트룀이 더 이상 생산량을 늘릴 수 없어 그의 영국 특허를 사들였고, 그의 원조를 받아 보우에 모형 안전 성냥 공장을 건설하였다. 1855년부터 적린을 사용하기 시작했지만 훨씬 저렴한 백린 기반 성냥과 가격 경쟁을 할 수 없었기 때문에 아동 노동력을 사용하게 되었다.
구세군도 같은 문제를 안고 있었는데, 구세군의 자체 성냥은 처음에는 백린 성냥의 세 배에 달하는 가격이었다. 많은 후원자들이 백린 성냥 구매를 거부하였고, 성냥 제조 공정의 대부분(상자 채우기 제외)을 자동화하여 비용을 절감하였으며, 위험한 작업에서 아동 노동을 사용하는 것이 금지되었기 때문에 부분적인 성공을 거둘 수 있었다. 하지만 공장은 여전히 가격 경쟁에 어려움을 겪었고, 1898년 이후 구세군 워 크라이 신문(Salvation Army War Cry newspaper)은 성냥 광고를 중단하였다. 1900년 2월 24일에 마지막 성패를 가르는 광고가 실렸고, 1901년 11월 26일 성냥 공장은 마침내 문을 닫고 브라이언트 & 메이에 인수되었다.
1908년 영국 하원은 1910년 12월 31일 이후 성냥에 백린 사용을 금지하는 법안을 통과시켰다. 이는 성냥에 백린을 금지하는 1906년 베른 협약을 영국이 이행한 것이었다.

## 대중 문화
1966년 영국 배우 빌 오언은 작곡가 토니 러셀과 함께 파업을 소재로 한 뮤지컬 "성냥소녀"를 만들었다. 이 파업은 원래 2013년 11월 11일에 방영된 BBC "리퍼 스트리트"의 두 번째 시리즈에서 공장의 열악한 환경으로 인한 다양한 피해자들이 관련 당사자들에게 복수를 하는 에피소드로 등장하였다.
2013년 런던 비숍스게이트에서 파업 125주년을 기념하는 행사가 열렸다. 성냥소녀들은 2017년 조슈아 트리 30주년을 맞아 U2의 투어에 참여한 유명 여성들에게 헌정하는 "HerStory" 비디오에서 1991년 밴드의 음반 "Achtung Baby"에 수록된 "Ultraviolet (Light My Way)" 공연 중 등장하였다.
2019년 퍼핀 북스에서 출간된 메간 릭스의 아동 소설 "플로렌스와 장난스러운 새끼 고양이"(Florence and the Mischievous Kitten)는 1888년 여름 브라이언트 앤 메이의 성냥소녀 베스가 시위를 벌이고 플로렌스 나이팅게일과 만나는 이야기를 다루었다.
폴 헤이스턴의 아동 소설 "빌리와 성냥 소녀"(Billy and the Match Girl)는 성냥소녀 파업을 소재로 하였다.
2022년에는 넷플릭스 영화 "에놀라 홈즈 2"에 파업의 기원에 대한 가상의 이야기가 묘사되었다. 파업 지도자 사라 채프먼은 해너 도드가 연기하였다.

## 기념
2022년에 잉글리시 헤리티지는 그해 말 런던 보우에 있는 옛 브라이언트 앤 메이 공장 부지에 파란색 명판을 세워 성냥소녀 파업을 기념할 것이라고 발표하였다. 이 명판은 2022년 7월 5일 타워 햄릿의 페어필드 로드 보우 쿼터에서 샘 존슨과 파업 위원장이었던 사라 채프먼의 증손녀인 배우 아니타 돕슨이 제막식을 가졌다.

### 내용주
1. ↑  이 성냥은 콩그리브 로켓의 발명가인 윌리엄 콩그리브 경의 이름을 따서 이름 지어졌다.[8]
2. ↑  노동착취를 의미하는 스웨팅 제도에 관한 상원 선정 위원회의 다섯 번째 보고서는 "스웨팅"을 정의하며 "그 이름으로 알려진 폐해를 다음과 같이 정한다:
  1. 근로자의 필요성에 비해 부적절하거나 수행한 업무에 비해 불균형한 임금 비율.
  2. 과도한 노동 시간.
  3. 작업이 수행되는 주택의 비위생적인 상태."[21]
3. ↑  더 타임스는 이 제안을 주도한 리더로서 이 세금이 가난한 사람들에게 더 큰 영향을 미칠 "단적으로 반동적인 제안"이라고 주장하였다.[30]

### 참조주
1. 1 2 3  Emsley 2000, 86–87쪽.
2. 1 2  Thorpe, Oliver & Cunningham 1899, iv–v쪽.
3. 1 2  Thorpe, Oliver & Cunningham 1899, iv쪽.
4. ↑  Wood 1902, 558쪽.
5. ↑  Raw 2011, 94쪽.
6. ↑  “A History of the World – John Walker's Friction Light”. 《BBC》. 2022년 11월 20일에 확인함.
7. ↑  Emsley 2000, 73쪽.
8. ↑  Emsley 2000, 74쪽.
9. ↑  Arnold 2004, 4–5쪽.
10. ↑  Wood 1902, 557쪽.
11. ↑  Thorpe, Oliver & Cunningham 1899, vi쪽.
12. ↑  Hughes 등. 1962, 83쪽.
13. 1 2  Marx 2008, 2356쪽.
14. ↑  Jacobsen 등. 2012, 32쪽.
15. ↑  Emsley 2000, 80–81쪽.
16. 1 2  Arnold 2004, 5쪽.
17. ↑  Satre 1982, 11쪽.
18. ↑  Emsley 2000, 83쪽.
19. 1 2  Arnold 2004, 7쪽.
20. ↑  Satre 1982, 12쪽.
21. ↑  House of Lords Report on the Sweating System. 1890.
22. ↑  Emsley 2000, 88–89쪽.
23. 1 2  Satre 1982, 10쪽.
24. ↑  Arnold 2004, 9쪽.
25. ↑  Beaver 1985, 39쪽.
26. ↑  Emsley 2000, 92–93쪽.
27. ↑  Beer 1983, 32쪽.
28. ↑  Raw 2011, 93쪽.
29. ↑  Arnold 2004, 6쪽.
30. ↑  "Leader". The Times.
31. ↑  Beaver 1985, 48쪽.
32. ↑  Raw 2011, 144쪽.
33. ↑  "The Matchmakers' Demonstration". The Guardian.
34. ↑  Beaver 1985, 51쪽.
35. ↑  Raw 2011, 151쪽.
36. ↑  "The Match Workers Strike Fund Register". Trades Union Congress.
37. ↑  Lehmann 2017, 5쪽.
38. ↑  Arnold, A. J. (July 2011). “'Out of light a little profit'? Returns to capital at Bryant and May, 1884–1927”. 《Business History》 53 (4): 617–640. doi:10.1080/00076791.2011.578129. ISSN 0007-6791.
39. ↑  Arnold, A J (April 2006). “'Ex luce lucellum'? Innovation, class interests and economic returns in the nineteenth century match trade” (PDF). 《Business School of Exeter University UK》. 2022년 10월 23일에 원본 문서 (PDF)에서 보존된 문서. 2022년 11월 10일에 확인함.
40. 1 2 3  Spartacus Educational.
41. ↑  "White slavery in London" The Link, Issue no. 21 (via Tower Hamlets' Local History Library and Archives)
42. ↑  Raw pp.129–133
43. ↑  Raw pp.107ff
44. ↑  “Sarah Chapman, Matchgirl Strike Leader | Spitalfields Life” (영어). 2021년 12월 20일에 확인함.
45. ↑  Raw pp.133–135
46. ↑  Raw pp.135–141
47. ↑  University, London Metropolitan. “The Union Makes Us Strong TUC History Online”. 《www.unionhistory.info》 (영어). 2023년 9월 18일에 확인함.
48. ↑  “British Women Trade Unionists on Strike at Bryant & May, 1888 - Description”. 《British Online Archives》 (영어). 2022년 12월 30일에 확인함.[깨진 링크(과거 내용 찾기)]
49. ↑  “Bryant & May Matchmakers Strike Register - Archives Hub”. 《archiveshub.jisc.ac.uk》. 2022년 12월 30일에 확인함.
50. ↑  Boston, Sarah (1987). 《Women workers and the trade unions》. Internet Archive. London : Lawrence & Wishart. ISBN 978-0-85315-659-8.
51. 1 2 3  Emsley (2000), 115–126.
52. 1 2  Beaver (1985), Part 1: "Building a Business".
53. 1 2  Emsley (2000), 125.
54. ↑  “u2songs | The Women of Ultra Violet: Light My (Mysterious) Ways: Leg 1 |”. 《www.u2songs.com》.
55. ↑  Megan Rix (2019년 3월 5일). 《Florence And The Mischievous Kitten》. Puffin. ISBN 9780241369128. 2024년 4월 28일에 확인함.
56. ↑  Haston, Paul (2019년 7월 16일). 《Billy and the Match Girl》 (영어). Independently published. ISBN 978-1-0804-1989-0. 2024년 4월 28일에 확인함.
57. ↑  Gooden, Tai (2022년 11월 4일). “Enola Holmes 2 and the real life history of the Match Girls' Strike”. 《The Nerdist》 (영어). 2022년 11월 5일에 확인함.
58. ↑  “Blue Plaques to tell stories of working class experience”. 《English Heritage》. 2022년 2월 19일에 확인함.
59. ↑  “Match Girls' Strike of 1888 commemorated with blue plaque in East London”. 《The Independent》 (영어). 2022년 7월 5일. 2022년 7월 6일에 확인함.
60. ↑  “Seminal Match Girls' Strike of 1888 commemorated with English Heritage Blue Plaque in East London”. 《English Heritage》. 2022년 7월 6일에 확인함.
61. ↑  “A Plaque For The Matchgirls | Spitalfields Life” (영어). 2022년 7월 6일에 확인함.

### 참고문헌

#### 서적
- Beaver, Patrick (1985). 《The Match Makers: The Story of Bryant & May》. London: Henry Melland. ISBN 978-0-907929-11-6.
- Beer, Reg (1983). 《The Match Girls Strike, 1888》. London: The Labour Museum. OCLC 16612310.
- Briggs, Asa (1989). 《Victorian Things》. Chicago, IL: University of Chicago Press. ISBN 978-0-226-07483-2.
- Emsley, John (2000). 《The Shocking History of Phosphorus: A Biography of the Devil's Element》. London: Macmillan. ISBN 978-0-333-76638-5.
- Fishman, William J. (1988). 《East End 1888: Life in a London Borough Among the Labouring Poor》. Philadelphia, PA: Temple University Press. ISBN 978-0-8772-2572-0.
- Harvey, Charles; Turner, John (1989). 《Labour and Business in Modern Britain》. London: Frank Cass. ISBN 978-0-7146-3365-7.
- Koven, Seth (2015). 《The Match Girl and the Heiress》. Princeton, NJ: Princeton University Press. ISBN 978-1-4008-6542-0.
- McAllister, Pam (1988). 《You Can't Kill the Spirit》. Philadelphia, PA: New Society Publishers. ISBN 978-0-86571-130-3.
- Raw, Louise (2011). 《Striking a Light: The Bryant and May Matchwomen and their Place in History》. London: Continuum International. ISBN 978-1-4411-1426-6.
- Threlfall, Richard (1952). 《The Story of 100 Years of Phosphorus Making: 1851 - 1951》. Albright & Wilson.

#### 공식 보고서
- Fifth Report from the Select Committee of the House of Lords on the Sweating System (보고서). London: Her Majesty's Stationery Office. 1890. OCLC 976630092.
- Thorpe, Thomas; Oliver, Thomas; Cunningham, George (1899). 《Reports to the Secretary of State for the Home Department on the Use of Phosphorus in the Manufacture of Lucifer Matches》. London: Her Majesty’s Stationery Office. OCLC 474543419.

#### 저널
- Hughes, J. P. W.; Baron, R.; Buckland, D. H.; Cooke, M. A.; Craig, J. D.; Duffield, D. P.; Grosart, A. W.; Parkes, P. W. J.; Porter, A.; Frazer, A. C.; Hallam, J. W.; Snawdon, J. W. E.; Tavenner, R. W. H. (April 1962). “Phosphorus Necrosis of the Jaw: A Present-Day Study: With Clinical and Biochemical Studies”. 《British Journal of Industrial Medicine》 19 (2): 83–99. doi:10.1136/oem.19.2.83. JSTOR 27721724. PMC 1038164. PMID 14449812.
- Jacobsen, C.; Zemann, W.; Obwegeser, J. A.; Grätz, K. W.; Metzler, P. (2012년 12월 28일). “The Phosphorous Necrosis of the Jaws and what can we Learn from the Past: A Comparison of 'Phossy' and 'Bisphossy' Jaw” (PDF). 《Oral and Maxillofacial Surgery》 18 (1): 31–37. doi:10.1007/s10006-012-0376-z. PMID 23271457. S2CID 22798482.
- Lehmann, Elise (April 2017). “Match-Making in Britain from 1827 to 1910: The Dangers of White Phosphorus in Lucifer Match Production”. 《University of Saskatchewan Undergraduate Research Journal》 3 (2). doi:10.32396/usurj.v3i2.
- Marx, Robert E. (November 2008). “Uncovering the Cause of 'Phossy Jaw' Circa 1858 to 1906: Oral and Maxillofacial Surgery Closed Case Files—Case Closed”. 《Journal of Oral and Maxillofacial Surgery》 66 (11): 2356–2363. doi:10.1016/j.joms.2007.11.006. PMID 18940506.
- Satre, Lowell J. (September 1982). “After the Match Girls' Strike: Bryant and May in the 1890s”. 《Victorian Studies》 6 (1): 7–31. JSTOR 3827491.
- Wood, George H. (December 1902). “Report on the Manufacture of Matches”. 《The Economic Journal》 12 (48): 556–560. doi:10.2307/2957325. JSTOR 2957325.

#### 뉴스 기사
- “Leader”. 《The Times》. 1871년 4월 21일. 9면.
- “The Matchmakers' Demonstration”. 《The Guardian》. 1871년 4월 26일. 6면.

#### 인터넷 및 시청각 미디어
- Arnold, A. J. (2004). “'Ex luce lucellum'? Innovation, class interests and economic returns in the nineteenth century match trade” (PDF). University of Exeter. ISSN 1473-2904. 2022년 10월 23일에 원본 문서 (PDF)에서 보존된 문서. 2019년 5월 30일에 확인함.
- Clark, Gregory (2019). “The Annual RPI and Average Earnings for Britain, 1209 to Present (New Series)”. MeasuringWorth. 2019년 1월 28일에 확인함.
- “The Match Workers Strike Fund Register”. Trades Union Congress. 2019년 6월 6일에 확인함.
- “Matchgirls Strike”. Spartacus Educational. 2006년 5월 19일에 확인함.